# Лиелпетер, Янис Янович
Я́нис Лиелпетерис (Лиелпетер Янис Янович) (латыш. Jānis Lielpēteris, 17 июня 1931, Мангали (Рига) — 18 апреля 2009) — советский и латвийский физик, специалист по магнитной гидродинамике. Академик (1987) и президент (1989—1994) Латвийской АН. Академик Художественной академии наук. Заслуженный учёный (1996). Лауреат Государственной премии Латвийской ССР.
Окончил физико-математический факультет Латвийского университета (1955). Работал в Институте энергетики и электротехники, затем в Институте физики АН Латвийской ССР, с 1961 года — заведующий лабораторией, 1971—1987 — заместитель директора по научной работе.
Специалист в области прикладной магнитной гидродинамики (МГД).
Главный редактор журнала «Magnētiskā hidrodinamika».
Похоронен на Лесном кладбище в Риге.